# 刘店镇 (确山县)
刘店镇，是中华人民共和国河南省驻马店市确山县下辖的一个乡镇级行政单位。

## 行政区划
刘店镇下辖以下地区：
刘店村、侯楼村、大孙庄村、赵洼村、前曹村、黄楼村、姚楼村、李楼村、张路庄村、伍桥村、独山村、后山村、大刘庄村、董埠口村、四座楼村和彭庄村。